# Saint-Pierre-des-Landes
Saint-Pierre-des-Landes là một xã của tỉnh Mayenne, thuộc vùng Pays de la Loire, tây bắc nước Pháp.